# Fat-Tone
Anthony Watkins (29 de abril de 1981 - 23 de maio de 2005), mais conhecido pelo seu nome artístico Fat-Tone foi um rapper estadunidense. Durante sua carreira, trabalhou com diversos artistas famosos como Nate Dogg, Butch Cassidy do Eastsidaz, E-40, Yukmouth, C-Bo, Killa Tay, Messy Marv, JT The Bigga Figga e San Quinn.

## Morte
Em maio de 2005, Mac Minister prometeu para Tone uma entrevista para assinar contrato com a gravadora de Snoop Dogg. Confiante, Minister dirigiu-se até o local do encontro, em Los Angeles, enquanto Tone divertia-se com mulheres e jogos. Depois, ele e seu amigo Jermaine "Cowboy" Akins foram ao encontro de Dogg e Minister. No momento, Fat refletiu sobre segundas intenções nesta reunião de acordo e cogitou em voltar para casa. Pouco tempo depois, um carro parou do seu lado e abriu fogo e disparou contra ele e o amigo Akins várias vezes.
A polícia notou um carro com as luzes acesas em um canteiro vazio para obras e foi investigar o caso, quando achou Tone e Akins mortos, que possuíam 24 e 22 anos, respectivamente. A suspeita é de vingança do caso Mac Dre, um dos melhores amigos de Minister. Junto a isto, o corpo de uma prostituta de 21 anos foi encontrado, e Minister e seu comparsa Mathis Jason foram presos em Las Vegas, e condenados por duplo homicídio.

## Discografia
- Killa Tay Presents: The Vett: Only In Killa City (2002)
- Killa Tay Presents: The Stick-Up Kid (2003)
- C-Bo Presents: The Untouchable: I'mma Get Cha (2003)
- It IsReal Mixtape Volume 1 (2004, mixtape)
- I Am The Streets Mixtape Volume 2 (2004, mixtape)
- Sky's The Limit Mixtape Volume 3 (2004, mixtape)
- My Hood Betrayed Me Mixtape Volume 4 (2005, mixtape)

### Álbuns póstumos
- It's Nothin' (2006)
- Da Saga Continues (2008)